# Векверт, Манфред
Манфред Векверт (нем. Manfred Wekwerth; 3 декабря 1929, Кётен — 16 июля 2014, Берлин) — немецкий театральный режиссёр. Доктор философии (1970). Президент Академии искусств ГДР в 1982—1990 годах.

## Биография
Манфред Векверт родился в Кётене, в Саксонии-Анхальт; вырос без отца, с матерью-телефонисткой. В 1945 году 15-летним подростком был мобилизован в армию, но через три дня самовольно вернулся домой.
В 1946 году Векверт вступил в Либерально-демократическую партию, активно участвовал в её предвыборной кампании, в частности расклеивал плакаты, извещавшие граждан том, что коммунисты намереваются обобществить женщин. Но в 1947 году вышел из партии, обнаружив, что под её крышей нашли себе приют бывшие нацисты. В эти годы, кроме политики, увлекался театральной самодеятельностью: в 1946-м вступил в Театр рабочей группы при Культурбунде, где впервые попробовал свои силы в качестве режиссёра.

### В ГДР
В 1950 году Векверт получил педагогическое образование и недолгое время преподавал математику в средней школе в Кётене. В том же году создал собственную любительскую театральную труппу при Обществе германо-советской дружбы. С этой труппой на сцене Городского театра Кётена Векверт поставил «Вассу Железнову» А. М. Горького, рекомендованную ему советским комендантом города.
Следующей постановкой стала случайно попавшая Векверту в руки одноактная пьеса Бертольта Брехта «Винтовки Тересы Карар». Скромностью молодой коллектив, по свидетельству самого Векверта, отягощён не был и пригласил на премьеру автора; Брехт не приехал, но, в свою очередь, пригласил коллектив показать спектакль на сцене театра «Берлинер ансамбль» и прислал в Кётен два автобуса. После показа, состоявшегося в феврале 1951 года, Брехт пригласил в свой театр исполнителя главной роли Эриха Франца, токаря по профессии, и Векверта — в качестве ассистента режиссёра.

#### «Берлинер ансамбль»
Первой режиссёрской работой Векверта стала поставленная в 1953 году под руководством Брехта его пьеса «Мать» в венском Новом театре («Скала»). В 1953—1955 годах Векверт был ассистентом Брехта при постановке ряда спектаклей, в том числе «Кавказского мелового круга» и «Зимней битвы» И. Бехера. После смерти драматурга в течение нескольких лет работал в паре с его более опытным учеником — Петером Паличем; из их совместных постановок наибольший успех выпал на долю «Карьеры Артуро Уи». Спектакль, поставленный в «Берлинер ансамбль» в 1959 году, выдержал 532 представления, был удостоен Национальной премии ГДР, а в 1960 году в Париже получил Первую премию Объединения театральных и музыкальных критиков.
В 1961 году Палич эмигрировал в Западную Германию, и Векверт, ещё в 1960 году назначенный главным режиссёром «Берлинер ансамбль» (при интенданте Елене Вайгель и художественном руководителе театра Эрихе Энгеле), в дальнейшем работал в основном в паре с Йохеном Теншертом. Вместе они поставили, в частности, «Дни Коммуны» Брехта и «Дело Оппенгеймера» (In der Sache J. Robert Oppenheimer) Хайнара Кипхардта. Выдающимся событием театральной жизни была признана их совместная постановка «Кориолана» У. Шекспира в обработке Брехта. Прохладно встреченный восточногерманской критикой, за рубежом этот спектакль, поставленный в 1964 году, стал едва ли не самым большим успехом театра после смерти Брехта. Питер Брук, сам нашедший в «эпическом театре» Брехта ключ к новым прочтениям Шекспира, писал о «Кориолане»: «В ряде отношений этот спектакль можно назвать триумфальным. Многие стороны пьесы словно впервые зазвучали: большая часть её редко бывала так хорошо поставлена. Труппа подошла к пьесе с социальной и политической меркой, а это означало, что штампованные механические способы сценического решения шекспировской толпы больше не годились… Та энергия, которая придавала актёрам силы на протяжении нескольких месяцев работы, высветившая в итоге смысл того, что находится за пределами сюжета, шла от интереса актёра к социальной теме. Маленькие роли не казались исполнителям скучными — они никогда не превращались в фон по той причине, что несли с собой темы, интересные для изучения и обсуждения. И простые люди, и трибуны, и сражение, и массовка были насыщенными: пускались в ход все театральные формы — костюмы носили печать каждодневной жизни, но сами мизансцены шли от трагедии».
В том же году Векверт сочинил и поставил необычный спектакль, посвящённый Брехту, «Стихи и песни», предвосхищавший «поэтические спектакли» Юрия Любимова в Театре на Таганке: стилизованный под берлинское литературное кабаре 20-х годов (причём репертуар обновлялся от представления к представлению), этот спектакль игрался в фойе, без декораций, актёры читали стихи Брехта, записи из его дневников и афоризмы, порою весьма острые, пели песни на его стихи, но это был, по свидетельству Георгия Товстоногова, не концерт, а «своеобразно организованное сценическое зрелище, объединённое, сцементированное единой художественной волей». Спектакль пользовался исключительным зрительским успехом; попытки закрыть его с помощью пожарной охраны, театр, по свидетельству Векверта, отбил вместе со зрителями.

#### Свободный режиссёр
В 1969 году из-за разногласий с Еленой Вайгель по вопросам дальнейшего развития театра Векверт покинул «Берлинер ансамбль». Годом раньше из-за своей чрезмерной политической смелости театр пришлось покинуть молодым талантливым режиссёрам Манфреду Карге и Маттиасу Лангхофу.
В течение ряда лет он был свободым режиссёром, ставил спектакли в Немецком театре в Берлине, а также за рубежом, в том числе в цюрихском «Шаушпильхаузе», где поставил, в частности, пьесу М. Горького «Егор Булычов и другие» и «Жизнь и смерть Ричарда III» У. Шекспира; в Лондоне, в Королевском Национальном театре, который возглавлял в то время Лоренс Оливье, Векверт в 1971 году ещё раз поставил «Кориолана».
В эти же годы Векверт занялся преподавательской деятельностью. В 1970 году он защитил в Берлинском университет им. Гумбольдта докторскую диссертацию в области философии («Театр и наука»). В 1974 году основал Институт театральной режиссуры (объединённый в 1981-м с Государственной театральной школой в Высшую школу театрального искусства «Эрнст Буш») и стал его первым директором; с 1975 года был профессором. Покинул этот пост в 1977 году в связи с возвращением в «Берлинер ансамбль».

#### Возвращение в «Берлинер ансамбль»
После смерти Елены Вайгель в 1971 году театр возглавила Рут Бергхауз; её попытки открыть сцену «Берлинер ансамбль» для экспериментов, вызвали недовольство как у коллектива театра, так и у зрителей, и в 1977 году ей пришлось покинуть свой пост. Новым интендантом стал Векверт.
Как и другие непосредственные ученики Брехта, Петер Палич и Бенно Бессон, Векверт на протяжении всей своей режиссёрской карьеры сохранял верность эстетике Брехта, по-своему развивая принципы «эпического театра». В 1977 году он пригласил в «Берлинер ансамбль» в качестве драматурга Фолькера Брауна, который оставался его правой рукой вплоть до 1990 года, инсценировал в духе «эпического театра» прозаические произведения и обрабатывал пьесы, изначально не эпические. Среди наиболее значительных постановок этого периода — первоначальная, «датская» редакция «Жизни Галилея» (с Эккехардом Шаллем в главной роли), «Турандот, или Конгресс обелителей» Б. Брехта, а также «Самоубийца» Н. Эрдмана.
В 1982 году Векверт в результате тайного голосования стал преемником Конрада Вольфа на посту президента Академии искусств ГДР; в этом качестве он был избран кандидатом, а в 1986 году — членом ЦК СЕПГ.

### В объединённой Германии
После объединения Германии Векверт в 1991 году был обвинён в сотрудничестве со «Штази». В ходе развязанной западногерманской прессой кампании утверждалось, что он не более чем карьерист СЕПГ и не имеет за собой никаких художественных достижений. Сам Векверт отрицал факт доносительства, тем более что это занятие не соответствовало его рангу президента Академии искусств и члена ЦК СЕПГ. Его защищали коллеги; так Петер Цадек писал, что Векверт — «один из тех, кто создавал немецкий театр в последние 30 лет». Джорджо Стрлер называл Векверта «самым витальным» продолжателем дела Брехта; как о большом художнике отзывался о нём и Энтони Хопкинс, игравший заглавную роль в лондонском «Кориолане». Тем не менее с поста интенданта «Берлинер ансамбль» Векверту пришось уйти. При новом, коллективном руководстве он остался в театре в качестве режиссёра-постановщика, успел поставить «Приключения бравого солдата Швейка» — инсценировку романа Я. Гашека, сделанную Брехтом ещё в 20-х годах для Эрвина Пискатора; но в 1992 году был вынужден покинуть «Берлинер ансамбль» — после незаконного уволенения сенатом 15 актёров и сотрудников театра.
Несмотря на испорченную политическую репутацию, Векверт оставался востребованным режиссёром, ставил спектакли как в восточной, так и в западной части Германии, а также в венском Бургтеатре, который до 1999 года возглавлял Клаус Пайман.
В объединённой Германии Векверт вступил в Социал-демократическую партию, с 1999 года был членом Совета старейшин СДПГ, но принадлежал к левому крылу партии, которое с 1999 года возглавлял Оскар Лафонтен. В 2004 году он покинул СДПГ вместе с её левым крылом, которое в 2005-м, объединившись с бывшими восточногерманскими коммунистами — Партией демократического социализма, образовало «Левую партию. ПДС», два года спустя преобразованную в партию «Левые» (Die Linke).

## Творчество

### Избранные театральные постановки
Берлинер ансамбль
- 1956 — «Удалой молодец — герой Запада» Д. М. Синга (совместно с П. Паличем)
- 1957 — «Оптимистическая трагедия» Вс. Вишневского (совместно с П. Паличем)
- 1959 — «Карьера Артуро Уи» Б. Брехта (совместно с П. Паличем)
- 1960 — «Фрау Флинц» (Frau Flinz) Х. Байерля (совместно с П. Паличем)
- 1962 — «Дни Коммуны» Б. Брехта (совместно с Й. Теншертом)
- 1964 — «Стихи и песни», композиция М. Векверта на основе сочинений Б. Брехта
- 1964 — «Кориолан» У. Шекспира, в обработке Б. Брехта (совместно с Й. Теншертом)
- 1965 — «Дело Оппенгеймера» (In der Sache J. Robert Oppenheimer) Хайнара Кипхардта
- 1965 — «Дознание» (Die Ermittlung) П. Вайса
- 1968 — «Святая Иоанна скотобоен» Б. Брехта (совместно с Й. Теншертом)
- 1978 — «Галилео Галилей», на основе «датской» редакции «Жизни Галилея» Б. Брехта (совместно с Й. Теншертом)
- 1979 — «Егор Булычов и другие» А. М. Горького
- 1979 — «Великий мир» (Großer Frieden) И. Бехера (совместно с Й. Теншертом)
- 1981 — «Турандот, или Конгресс обелителей» Б. Брехта (совместно с Й. Теншертом)
- 1982 — «Иоганн Фауст» (Johann Faustus) Г. Эйслера (совместно с Й. Теншертом)
- 1985 — «Троил и Крессида» У. Шекспира
- 1987 — «Закат эгоиста Фатцера» (Der Untergang des Egoisten Fatzer) Б. Брехта в редакции Х. Мюллера
- 1989 — «Самоубийца» Н. Эрдмана
- 1992 — «Приключения бравого солдата Швейка» Я. Гашека, инсценировка Б. Брехта

«Шаушпильхауз», Цюрих
- 1973 — «Егор Булычов и другие» А. М. Горького
- 1974 — «Жизнь и смерть короля Ричарда III» У. Шекспира
- 1975 — «Добрый человек из Сезуана» Б. Брехта
- 1990 — «Принци Гомбургский» Г. Клейста

Бургтеатр, Вена
- 1979 — «Принци Гомбургский» Г. Клейста
- 1983 — «Валленштейн» Ф. Шиллера

Другие театры
- 1956 — «Дни Коммуны» Б. Брехта (совместно с Б. Бессоном; первая постановка пьесы) — Карл-Маркс-Штадт
- 1971 — «Кориолан» У. Шекспира (совместно с Й. Теншертом) — Королевский национальный театр (Royal National Theatre), Лондон
- 1972 — «Жизнь и смерть короля Ричарда III» У. Шекспира — Немецкий театр
- 1996 — «Добрый человек из Сезуана» Б. Брехта — Мангеймский театр

## Награды и премии
- Национальная премия ГДР — 1959, 1961, 1989[4]
- 1976 — Премия имени Генриха Грайфа
- Орден Заслуг перед Отечеством (Vaterländischer Verdienstorden, 1979)[4]
- Орден Карла Маркса (Karl-Marx-Orden, 1984)[4]

## Сочинения
- Arbeit mit Brecht. Berlin, 1973
- Erinnern ist Leben. Eine dramatische Autobiographie. Leipzig, 2000